# Mertensophryne uzunguensis
Mertensophryne uzunguensis är en groddjursart som först beskrevs av Arthur Loveridge 1932.  Mertensophryne uzunguensis ingår i släktet Mertensophryne och familjen paddor. IUCN kategoriserar arten globalt som sårbar. Inga underarter finns listade i Catalogue of Life.